# Torre dell'Orologio (Avigliana)

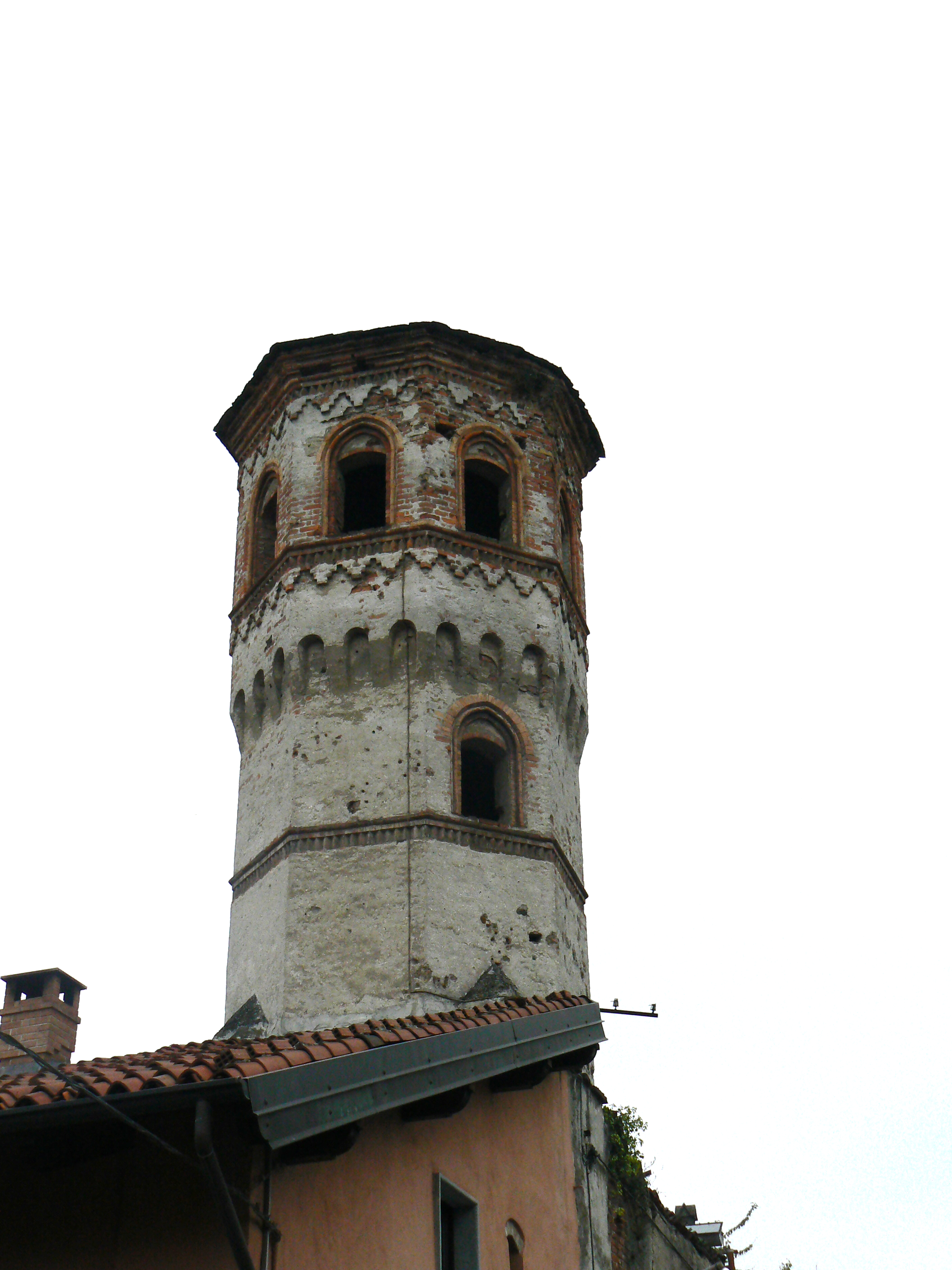
La Torre dell'Orologio

La Torre dell'Orologio è un edificio civile di forma ottagonale, originariamente integrato nel circuito fortificato trecentesco del Borgo Nuovo, situato nel centro storico della città di Avigliana. Deve verosimilmente il suo nome a una vicina torre - edificata nel 1330, probabilmente distrutta dai francesi del Catinat nel 1691 e completamente demolita verso la fine dell'Ottocento - che, sede comunale, ospitava il primo orologio pubblico piemontese, secondo in Italia dopo quello di Sant'Eustorgio a Milano.
La struttura presenta caratteristiche medievali con arcate, capitelli e una loggia. Il Borgo Medievale di Torino ne ospita una fedele riproduzione.